# スタブハブ
スタブハブ（: StubHub）は、アメリカ合衆国のオンラインチケット販売ウェブサイト事業会社。
スポーツ、音楽、演劇などのライブ・エンターテイメントの入場券等を売りたい人と買いたい人を結びつけるネット上のサービス。本社はカリフォルニア州サンフランシスコ。2000年に創業、2007年にeBayに買収され現在に至る。
2012年にイギリスで、2015年にドイツでサービス開始した。